# Joé Juneau
Joseph "Joé" Juneau, född 5 januari 1968, är en kanadensisk före detta professionell ishockeyspelare som tillbringade tretton säsonger i den nordamerikanska ishockeyligan National Hockey League (NHL), där han spelade för ishockeyorganisationerna Boston Bruins, Washington Capitals, Buffalo Sabres, Ottawa Senators, Phoenix Coyotes och Montreal Canadiens. Han producerade 572 poäng (156 mål och 416 assists) samt drog på sig 271 utvisningsminuter på 828 grundspelsmatcher. Juneau spelade också på lägre nivå för RPI Engineers (Rensselaer Polytechnic Institute) i National Collegiate Athletic Association (NCAA).
Han draftades i fjärde rundan i 1988 års draft av Boston Bruins som 81:a spelaren totalt.

## Statistik
| 1983–1984   | Gouverneurs de Sainte-Foy | MAAA        | 30                        | 3                         | 7                         | 10                        | 24                        | 12                        | 3                         | 11                        | 14                        | 4                         |
| 1984–1985   | Gouverneurs de Sainte-Foy | MAAA        | 41                        | 25                        | 46                        | 71                        | 60                        | 13                        | 9                         | 15                        | 24                        | 20                        |
| 1985–1986   | Cégep de Lévis-Lauzon     |             | Statistik ej tillgänglig. | Statistik ej tillgänglig. | Statistik ej tillgänglig. | Statistik ej tillgänglig. | Statistik ej tillgänglig. | Statistik ej tillgänglig. | Statistik ej tillgänglig. | Statistik ej tillgänglig. | Statistik ej tillgänglig. | Statistik ej tillgänglig. |
| 1986–1987   | Cégep de Lévis-Lauzon     |             | 38                        | 27                        | 57                        | 84                        | —                         | —                         | —                         | —                         | —                         | —                         |
| 1987–1988   | RPI Engineers             | NCAA        | 31                        | 16                        | 29                        | 45                        | 18                        | —                         | —                         | —                         | —                         | —                         |
| 1988–1989   | RPI Engineers             | NCAA        | 30                        | 12                        | 23                        | 35                        | 40                        | —                         | —                         | —                         | —                         | —                         |
| 1989–1990   | RPI Engineers             | NCAA        | 34                        | 18                        | 52                        | 70                        | 31                        | —                         | —                         | —                         | —                         | —                         |
| 1990–1991   | RPI Engineers             | NCAA        | 29                        | 23                        | 40                        | 63                        | 68                        | —                         | —                         | —                         | —                         | —                         |
| 1991–1992   | Boston Bruins             | NHL         | 14                        | 5                         | 14                        | 19                        | 4                         | 15                        | 4                         | 8                         | 12                        | 21                        |
| 1992–1993   | Boston Bruins             | NHL         | 84                        | 32                        | 70                        | 102                       | 33                        | 4                         | 2                         | 4                         | 6                         | 6                         |
| 1993–1994   | Boston Bruins             | NHL         | 63                        | 14                        | 58                        | 72                        | 35                        | —                         | —                         | —                         | —                         | —                         |
|             | Washington Capitals       | NHL         | 11                        | 5                         | 8                         | 13                        | 6                         | 11                        | 4                         | 5                         | 9                         | 6                         |
| 1994–1995   | Washington Capitals       | NHL         | 44                        | 5                         | 38                        | 43                        | 8                         | 7                         | 2                         | 6                         | 8                         | 2                         |
| 1995–1996   | Washington Capitals       | NHL         | 80                        | 14                        | 50                        | 64                        | 30                        | 5                         | 0                         | 7                         | 7                         | 6                         |
| 1996–1997   | Washington Capitals       | NHL         | 58                        | 15                        | 27                        | 42                        | 8                         | —                         | —                         | —                         | —                         | —                         |
| 1997–1998   | Washington Capitals       | NHL         | 56                        | 9                         | 22                        | 31                        | 25                        | 21                        | 7                         | 10                        | 17                        | 8                         |
| 1998–1999   | Washington Capitals       | NHL         | 63                        | 14                        | 27                        | 41                        | 20                        | —                         | —                         | —                         | —                         | —                         |
|             | Buffalo Sabres            | NHL         | 9                         | 1                         | 1                         | 2                         | 2                         | 20                        | 3                         | 8                         | 11                        | 10                        |
| 1999–2000   | Ottawa Senators           | NHL         | 65                        | 13                        | 24                        | 37                        | 22                        | 6                         | 2                         | 1                         | 3                         | 0                         |
| 2000–2001   | Phoenix Coyotes           | NHL         | 69                        | 10                        | 23                        | 33                        | 28                        | —                         | —                         | —                         | —                         | —                         |
| 2001–2002   | Montreal Canadiens        | NHL         | 70                        | 8                         | 28                        | 36                        | 10                        | 12                        | 1                         | 4                         | 5                         | 6                         |
| 2002–2003   | Montreal Canadiens        | NHL         | 72                        | 6                         | 16                        | 22                        | 20                        | —                         | —                         | —                         | —                         | —                         |
| 2003–2004   | Montreal Canadiens        | NHL         | 70                        | 5                         | 10                        | 15                        | 20                        | —                         | —                         | —                         | —                         | —                         |
| NHL totalt  | NHL totalt                | NHL totalt  | 828                       | 156                       | 416                       | 572                       | 271                       | 101                       | 25                        | 53                        | 78                        | 65                        |
| NCAA totalt | NCAA totalt               | NCAA totalt | 124                       | 69                        | 144                       | 213                       | 157                       | —                         | —                         | —                         | —                         | —                         |